# Иоселиани, Гиви Александрович
Гиви Александрович Иоселиани (1918 — неизвестно) — советский футболист, вратарь.
Играл за юношескую команду «Пищевик» Тбилиси. В первенстве СССР выступал за тбилисские команды «Локомотив» (1939—1940), «Динамо» (1941, 1946—1947), ДО (1948), «Спартак» (1949—1951).
В чемпионате СССР в 1940—1941, 1946—1947, 1950—1951 годах провёл 39 матчей (в том числе — два в аннулированном чемпионате 1941 года).
Финалист Кубка СССР 1946 года.
По образованию — педагог.